# Tempelcomplex van Dendera
Het Tempelcomplex van Dendera ligt in de Egyptische stad Dendera. Het tempelcomplex was het heiligdom van Hathor en ook van Isis, en dateert grotendeels uit de Ptolemaeïsche periode. Er zijn echter sporen die teruggaan tot het Oude Rijk. Het terrein van het tempelcomplex wordt bereikt na het passeren van de hoofdpoort van Domitianus en Trajanus.

## Tempel van Hathor
Centraal in het tempelcomplex is de Hathortempel. Deze tempel meet 35 x 81 meter en de hedendaags te bewonderen tempel werd opgericht in de 1ste eeuw v.Chr en beëindigd door Ptolemaeus XII in 54 v.Chr. Er waren echter al structuren opgericht in het Oude- , Midden en Nieuwe Rijk en ook onder Nectanebo I waren er bouwwerken verricht. De tempel heeft twee zuilenhallen: één uit de Ptolemaeïsche tijd en één die werd opgericht onder de regering van Tiberius. De zuilenhal van Tiberius telt 18 Hathor-zuilen. In de tempel met zuilen is er een trap van 14 treden (mensura: maancyclusberekening: 14 dagen op en 14 dagen af). Het plafond toont een sterrenhemel. Aan de andere kant is de Osiriscultus. De zon stuurt haar stralen op het (platte) gezicht van Hathor met de koeienoren. In de tempel waren er verschillende zijkapellen voor de god Osiris.
In het oude Egypte waren maar drie bedevaartsoorden voor genezing. Eén ervan is deze tempel van Hathor, waar ook geneeskunde werd beoefend. Ze zijn altijd aan een bron gelinkt. De priesteressen van Hathor werden „Hathore“ genoemd. Hathoren beheersten dans, zang en muziek, en de naam gold later ook voor "wijze vrouwen" en profetessen die aan de tempel waren verbonden. Zo raadpleegde bijvoorbeeld farao Choefoe (Cheops) een Hathore als persoonlijke profetes, de priesteres van Hathor en Neith, Hetepheres. (Ook in Deir el-Medina werd in het Nieuwe Rijk Hathors cultus erg populair. Daar werd zij o.a. vereerd in haar vorm als Meretseger, de slangengodin). In een tekst wordt Hathor beschreven als residerend in Byblos. Zij werd in die tijd geassocieerd met Baaltis.
Op het dak van de tempel bevinden zich een kiosk en twee schrijnen. In één daarvan bevond zich op het plafond de beroemde dierenriem. Er hangt nu een kopie. Het origineel werd in 1821 door de Fransman Claude Lelorrain meegenomen en bevindt zich thans in het Louvre.

## Overige Bouwwerken
- Net voor de Hathortempel ligt een christelijke basiliek.
- Er zijn twee mammisi's. De oudste stamt uit de tijd van Nectanebo I (30e dynastie). De tweede, rechts naast de ingang van het terrein, is gebouwd door Augustus (Romeinse tijd).
- Achter de Hathor-tempel ligt het Iseum, of de geboortetempel van Isis. Deze werd door Augustus ter ere van de godin Isis opgericht.
- Van het kleistenen sanatorium is weinig overgebleven, maar de verschillende kamers en ruimten voor baden zijn nog te onderscheiden. Hier gingen de zieken naartoe om te genezen van allerlei kwalen, in combinatie met de tempel en het heilige meer.
- Een rechthoekig meer van 23 x 31 meter diende voor de rituele wassing van de priesters en werd waarschijnlijk ook gebruikt tijdens de rituele feesten ter ere van Osiris.